# Neisseria meningitidis
Neisseria meningitidis (pronuncia: /meninˈʤitidis/), conosciuto anche come meningococco,è un batterio aerobio, batterio Gram-negativo, un microrganismo che colonizza esclusivamente la specie umana. È l'agente eziologico della meningite batterica e di alcune setticemie che pongono ad alto rischio la vita del paziente (meningococcemia).
Venne scoperto da Giovanni Battista Ughetti nel 1880 e poi isolato e coltivato in vitro da Anton Weichselbaum nel 1887. Infetta soltanto esseri umani e non esiste un portatore animale. È l'unica forma di meningite batterica conosciuta che causa epidemie, soprattutto in Asia e in Africa, in quella zona conosciuta come "cintura della meningite".

Cintura della meningite: un'area dove i ceppi A del meningococco sono responsabili di oltre l'80-85% dei casi (Triass et.al) e sono responsabili del trend endemico e ciclicamente epidemico della meningite.

## Morfologia
N. meningitidis è un batterio dalla forma rotonda; più specificamente, tende ad associarsi con un altro microrganismo della stessa specie per formare un diplococco a forma di chicco di caffè.

## Metabolismo

### Habitat naturale
N. meningitidis appartiene, nei casi fisiologici, alla flora batterica presente nel rinofaringe di circa il 5-15% della popolazione adulta. Poiché non è mai stata isolata in esseri diversi dall'uomo, è stata ipotizzata la forte dipendenza del meningococco dalle fonti di ferro umane, in particolare lattoferrina e transferrina.
Quindi il microrganismo non è necessariamente un patogeno; alberga nel rinofaringe di persone sane come innocuo saprofita senza dare necessariamente manifestazioni patologiche (portatori sani).

### Sopravvivenza all'ambiente esterno
Al di fuori dell'ospite sono sensibili alle radiazioni UV, all'essiccamento e al freddo (temperature <24 °C; deve essere tenuto presente questo particolare in caso di prelievo a scopo diagnostico).
Esso può trasmettersi da un portatore all'altro per mezzo della via aerea, attraverso secrezioni nasali e faringee.

### Isolamento egold standard

#### Prelievo
Il gold standard che consente l'identificazione di N. meningitidis si basa sulla crescita di colonie a partire da prelievi diversi in base alla tipologia di paziente:
- prelievi di tessuti fisiologicamente sterili nel caso di pazienti malati (il liquido cefalorachidiano nel caso di meningiti batteriche; il sangue nel caso di meningococcemia), a esempio mediante puntura lombare o prelievo di sangue periferico;
- prelievo di tessuti fisiologicamente colonizzati nel caso di portatori (tampone rinofaringeo).

In base a casi specifici e alla conoscenza del professionista coinvolto, possono essere suggeriti prelievi a livello di fluidi sinoviali, pericardici, pleurici o biopsie su lesioni cutanee.

#### Esame microscopico
I tessuti prelevati sono in seguito mandati al laboratorio di microbiologia clinica e analizzati mediante:
- esame macroscopico (per la distinzione tra meningite a liquor torbido e liquor limpido);
- conta delle cellule, glicorrachia, protidorrachia;
- esame microscopico previa colorazione Gram;
- esame colturale.

#### Esame colturale: liquorcoltura ed emocoltura
I diplococchi crescono in terreni ricchi, come agar-sangue o agar-cioccolato (questi soddisfano le esigenze nutrizionali e inoltre neutralizzano gli acidi grassi insaturi a cui questi batteri sono particolarmente sensibili).
Soprattutto al primo isolamento la crescita è lenta ed è favorita dal 5% di CO2.
Il batterio, dopo prelievo eseguito su liquor, viene coltivato in un'atmosfera al 5% di anidride carbonica (capnofilia) su un terreno Thayer-Martin o su un agar-cioccolato.
L'identificazione avviene:
1. con siero anticapsula polivalente marcato con proteine fluorescenti (fluoresceina);
2. con metodologie biochimiche: il batterio è un maltosio e glucosio fermentante, per contro la Neisseria gonorrhoeae è in grado di fermentare esclusivamente il glucosio ed è catalasi e ossidasi positivo.

## Fattori di virulenza
I principali fattori di virulenza sono:
1. le fimbrie o pili secondari, che, insieme alle proteine OPA, gli servono per aderire alle cellule epiteliali e alle cellule endoteliali. Sono presenti al momento dell'isolamento ed esistono in due forme antigeniche: classe I e classe II;
2. la capsula polisaccaridica, che ha un ruolo antifagocitario. Sulla base della specificità immunologica, sono definiti 13 gruppi antigenici (sierogruppi) diversi di capsula: A, B, C, D, 29E, H, I, K, L, W135, X, Y, Z dei quali i principali sono A, B, C, Y e W135;
3. le proteine della membrana esterna (indicate come OMP, outer membrane protein), che sono raggruppate in 5 classi;
4. il LOS (lipo-oligo-saccaride) della membrana esterna, che caratterizza antigenicamente i ceppi: ne vengono definiti 13 immunotipi L; è un antigene altamente tossico, in grado di portare tossicità multisistemica all'organismo;
5. IgA1-proteasi, che opera il clivaggio di anticorpi IgA di sottoclasse 1 in corrispondenza della regione cerniera (enzima posseduto esclusivamente dalle Neisseriae patogene).

La proteina di membrana POR ne permette l'ingresso nell'epitelio, che viene attraversato fino al lato basale, da dove penetra nel torrente circolatorio e da qui alle meningi.

## Terapia
Per la terapia sono indicate le penicilline e i sulfamidici, in caso di resistenza o reazione allergica a queste categorie di antibiotici si utilizza cloramfenicolo, cefalosporine ad ampio spettro e rifampicina.
Il vaccino esiste per i sierotipi A, C, Y e W135 e, di recente, anche per il B.

Poiché la tipologia B contiene sulla membrana esterna del microrganismo acidi sialici che si trovano localizzati anche sulla membrana della cellula umana, l'immunizzazione si otteneva con un polisaccaride derivato dalla capsula, inoculato sottocute, ed era di breve durata: non più di 2 anni. La scarsa immunogenicità del polisaccaride B era da attribuire alla sua somiglianza molecolare a molecole di adesione delle cellule nervose umane e pertanto l'organismo umano non riconosceva il polisaccaride B come antigene vero e proprio. La copertura vaccinale contro il sierotipo B è disponibile anche in Italia dal 2014 (già approvata dal marzo dello stesso anno in diversi paesi europei) e in alcune regioni è stato messo a disposizione in modo gratuito.